# Ennio Tamiazzo
Ennio Tamiazzo (Saonara, 15 giugno 1911 – Roncaglia di Ponte San Nicolò, 1982) è stato un pittore e scultore italiano.

## Biografia
Ennio Tamiazzo nasce a Saonara provincia di Padova il 15 giugno 1911 da padre falegname. Sin da piccolo ama scolpire e inizia a lavorare nella bottega di uno scalpellino per scultura funeraria, dove impara l'arte di scolpire i marmi.
Nel 1930, all'età dì 19 anni, si reca a Parigi, da uno zio, dove partecipa alla Fiera Internazionale come aiuto scultore. Nell'ambiente parigino, grazie alla frequentazione con i grandi dell'arte internazionale, matura la sua personalità, liberandola da ogni provincialismo.
Nella capitale francese dipinge e scolpisce molto. È durante questo soggiorno, durato circa due anni, che l'arte diventa la sua ragione di vita, torna poi in Italia e, intorno al 1935, parte per l'Africa Orientale come soldato del Genio Militare. Durante la guerra schizza continuamente disegni e ritratti di generali, soldati e civili in un taccuino, annotando appunti.
Nel 1945, dopo la guerra, torna in Italia e va a fare lo scultore nello studio di Mario Sironi che lavora allo stadio dei marmi a Roma. Qui impara l'arte della scultura monumentale e la tecnica del bassorilievo. Tornato a Padova, frequenta l'ambiente artistico della città, di cui diventa esponente di spicco, e lavora nello studio di via Rogati assieme a Luigi Montanarini, Pericle Fazzini, Aurelio De Felice, Guzzi e Querel. Le opere pittoriche di questo periodo sono soprattutto di tema sacro, come ad esempio pale d'altare. Alcune di queste si trovano in Svizzera. Si colloca in questi anni anche una breve esperienza di insegnamento presso I'Istituto d'Arte Pietro Selvatico di Padova.
Dal 1953 al 1959 lavora in Venezuela, a Caracas, e a Santo Domingo, dove esegue murales di grandi dimensioni con la tecnica del mosaico, bassorilievo, scultura e affresco. Il periodo della sua permanenza in Venezuela si può dividere in tre fasi: 1954 – '55 in cui prevalgono opere con la tecnica del mosaico e sculture in bassorilievo; ‘56 – ‘57 in cui esegue prevalentemente sculture e affreschi e ‘57 – ‘59 in cui produce soprattutto altorilievi e di nuovo mosaico. Durante la sua permanenza in America Latina il "New York Times" e “EI Unìversal” di Domingo, dedicano ampio spazio ai suoi lavori di mosaico, eseguiti sulle pareti esterne di edifici alti dai 5 ai 20 metri.
Al suo ritorno in Italia, dal 1963 al 1972 decora ad Abano Terme vari hotel, tra cui il Park Hotel, l'Ambassador, il Tritone e a Montegrotto Terme l'Alba e l'Hotel Garden Terme, con colonne ornate a bassorilievo, fontane, statue, murales a mosaico, e piscine, tra cui il Columbus per la quale fa sculture, mosaici a parete, altorilievi, fontane e graffiti. Dal '63 in poi il suo studio è a Roncaglia a Padova, in via Marconi, dove abita con la famiglia. In questi anni dipinge numerosi quadri destinati a case private. Nel 1965 scolpisce la statua di San Basilio, patrono del paese, per il comune di Roncaglia di Ponte San
Nicolò a Padova, e, negli stessi anni dipinge un'Ultima Cena, sempre per la chiesa di Roncaglia. Nel 1972 a Cittanova di Calabria decora in mosaico vetroso una cappella privata.
Intorno al '72 - ‘73 esegue un lavoro a Seefeld, una cittadina austriaca, decorando la piscina dell'abitazione dì un proprietario di una fabbrica locale, con un altorilievo lungo tutta la lunghezza della
piscina.
Dagli anni '70, a causa dell'età e al conseguente venir meno delle forze necessarie per la scultura, si dedica in modo particolare alla pittura, e alla costante ricerca di tecniche pittoriche e del colore,
provate attraverso i temi più vari. 
Negli ultimi anni della sua vita, in particolare dal '77, sono stati anni di chiusura dovuti alla morte del figlio minore. Muore nel 1982.